# Christopher Longé
 (janvier 2011).
Si vous disposez d'ouvrages ou d'articles de référence ou si vous connaissez des sites web de qualité traitant du thème abordé ici, merci de compléter l'article en donnant les références utiles à sa vérifiabilité et en les liant à la section « Notes et références ».
Pour les articles homonymes, voir Christopher (homonymie).
Christopher Longé, dit Christopher, est un auteur de bande dessinée français né à Middlesbrough en 1969.
Actif depuis le milieu des années 1990, il a notamment créé les séries Contes inachevés de David Watts (1994-1999), Les Filles (2000-2015) et Love Song (2006-2011).

## Biographie
Christopher (de son vrai nom : Christopher Longé) est né à Middlesbrough (Grande-Bretagne) en 1969. Il grandit dans le sud de la France, à Gréasque, près d'Aix-en-Provence. Après son baccalauréat A3, il vient à Paris faire ses études d’arts appliqués. Il travaille par la suite comme graphiste et illustrateur (Canal+, La Poste, Quick, Danone, Nova…) avant de se lancer dans la bande dessinée.
En 1994, il crée le personnage de David Watts, un piéton lunaire dans un Paris de rêve qui côtoie des personnages célèbres (Darwin, Tolstoï, Kurt Cobain, Woody Allen, Oscar Wilde, Néfertiti…). Pour faire connaître ses contes inachevés, il fonde La Comédie illustrée. Rejoint par Jean-Philippe Peyraud, Jean-Paul Jennequin, Philippe Marcel, Massonnet et Philippe de la Fuente, l'auto-publication devient un collectif d’auteurs.
Parallèlement à son travail d'auteur et éditeur, il publie dans différents fanzines (Scarce, le Goinfre, Beurk, Stéréoscomic) et différents micros éditeurs (Treize étrange, Petit à Petit). Il travaille dans l'atelier des Vosges, au côté de Christophe Blain, Joann Sfar…
En 1999, en même temps qu'il déménage à Tours, Christopher commence une nouvelle série : Les filles. Pyjama Party, le premier volume, raconte le destin croisé de cinq étudiantes tourangelles. Cet album est son premier livre en couleur. La série Les filles est récupérée par les éditions Carabas après que les deux premiers titres (Pyjama party, Papier peint) sont épuisés à La Comédie illustrée. Il publie à La Comédie illustrée Les Irrécupérables, succession de gags sur le monde du jeu de rôle écrit par Mehdi Sahmi pour le magazine Casus Belli.
À Tours, il monte l'atelier Pop avec 6 autres dessinateurs (Philippe Masson, Eric Dérian, Ullcer, Sandrine Lemoult, Philippe Larbier et Antoine Aubin) et assure les ouvrages collectifs Chacun son Tours et Tours à Tours.
En 2004, il quitte l'atelier Pop pour fonder l'atelier Cachalot, avec un collègue de la Comédie illustrée, Philippe de la Fuente. Cette année-là, il publie All I Need Is Love aux éditions Panini.
En 2005, il signe dans la nouvelle collection Expresso des éditions Dupuis une série intitulée Les colocataires avec Sylvain Runberg.
En 2006, il écrit Love Song, une série dans la collection Polyptyque aux éditions du Lombard. Love Song raconte l'amitié entre quatre fans de rock sur fond de chansons des années 1960. Les couvertures de ses livres évoqueront, tour à tour, les Beatles, les Rolling Stones, les Kinks et les Who.
Il travaille sur des albums collectifs aux éditions Delcourt (Yannick Noah, Bob Dylan, À vous Cognac Jay…).
Il poursuit des contrats d'illustration (Cosmopolitain, La Nouvelle République…). On peut également voir une fresque de 12 mètres de long à l'intérieur de l'office de Tourisme de Tours[pertinence contestée].
En 2010, il monte l'atelier Bayadère avec sa compagne Sandrine Godin.
En 2013, Christopher retourne vivre à Gréasque, à côté d'Aix-en-Provence.
À partir de février 2014, Kennes éditions relance la  série Les Filles. En octobre 2016, sort The Long and Winding Road avec Ruben Pellejero au dessin chez Kennes éditions. Christopher y retrouve l'univers du rock qu'il a déjà exploité dans Love Song. Le « Road-Comic » est un succès et reçoit les éloges de la presse francophone.
Après avoir convaincu Jean-François Pérès, chef des sports d'Europe 1, de faire une anthologie illustrée de l'Olympique de Marseille, ils y travaillent trois ans durant. Celle-ci sort en novembre 2018 aux éditions Hugo & Cie sous le titre « OM, un club, une légende - l'histoire illustrée de l'Olympique de Marseille ». 320 pages racontant l'histoire du club le plus célèbre de France.
Associé à Nicolas Finet, il dessine « Forever Woodstock » retraçant l'histoire du plus grand concert de tous les temps Festival de Woodstock, trois jours de concerts et de paix en 1969. Cet album sort pour les 50 ans de l'événement en septembre 2019. Toujours avec Nicolas Finet, il publie chez Marabulles un biopic sur la chanteuse Janis Joplin pour les 50 ans de son décès.
Il travaille actuellement sur une adaptation Bd du roman à succès « Maudit Karma » de David Safier (Michel Lafon), une réflexion sur le football avec Sylvain Venayre au scénario « Mon album Platini » pour les éditions Delcourt.

## Œuvres
- L'Illustré, auto-édité, 1994.
- Promenade, auto-édité, 1994.
- Les Contes Inachevés de David Watts :

1. Wauxhall, Tête Rock Underground, coll. « Découverte », 1995  (ISBN 2-911215-01-X). Album regroupant L'Illustré et Promenade. Réédité par La Comédie illustrée en 2000  (ISBN 2-911391-37-3).
2. Dominos, La Comédie illustrée, 1995.
3. Casablanca, La Comédie illustrée, 1995  (ISBN 2-911391-03-9).
Réédition augmentée de deux histoires courtes en 1997  (ISBN 2-911391-03-9).
4. Monolithe I, La Comédie illustrée, 1995  (ISBN 2-911391-05-5).
5. Monolithe II, La Comédie illustrée, 1995  (ISBN 2-911391-06-3).
6. Matinale, La Comédie illustrée, 1996  (ISBN 2-911391-11-X).
7. Vespérale, La Comédie illustrée, 1996  (ISBN 2-911391-13-6).

- - Édifice, La Comédie illustrée, 1996  (ISBN 2-911391-10-1).
  - Anathème, La Comédie illustrée, 1999  (ISBN 2-911391-30-6)[2].
- À boire et à manger (scénario), avec Jean-Philippe Peyraud (dessin), La Comédie illustrée, coll. « Tasse de thé » :

1. Entre la poire et le fromage, 1995.
2. L'Huile sur le feu, 1995.  (ISBN 2-911391-07-1).

À boire et à manger, 1998. Recueil des deux volumes.
- Treize êtres en jeu, Treize étrange :

1. Intrigue new-yorkaise, 1997  (ISBN 2-911058-11-9).
2. Intrigue à Folkstone, 1998  (ISBN 2-911058-12-7).
3. Intrigue Marseillaise, 2000  (ISBN 2-911058-24-0).

- Pour les yeux de Cerise (dessin), avec Jean-Emmanuel Carrié (scénario), La Comédie illustrée, coll. « V.O. », 1997  (ISBN 2-291-31120-4).
- Le chemin d'Edam (scénario), avec Philippe de la Fuente (dessin), Treize étrange, 1999  (ISBN 2-911058-33-X)[3].
- Les Filles :

1. Pyjama Party, La Comédie illustrée, 2000 (ISBN 2-911391-38-6) édité erroné[4].
2. Papier peint, La Comédie illustrée, 2001  (ISBN 2-911391-50-0).
3. Action ou vérité, Carabas, 2003  (ISBN 2-914203-28-4).
4. Telle mère, telle fille, Carabas, 2004  (ISBN 2-914203-58-6).
5. Au nom du père, Carabas, 2007  (ISBN 978-2-351-00142-4).
6. Bain de minuit, Kennes, 2015  (ISBN 978-2-87580-175-3).
7. Nuits blanches, Kennes, 2015  (ISBN 978-2-87580-175-3).

- Les Irrécupérables (dessin), avec Mehdi Sahmi (dessin), La Comédie illustrée, 2002  (ISBN 2-911391-59-4)[5].
- All I Need Is Love t. 1 : Une hirondelle ne fait pas le printemps, Panini Comics, 2004  (ISBN 2-84538-348-7).
- Deci delà : 19 Histoire des filles, Carabas, 2005  (ISBN 2-914203-94-2).
- Les Colocataires (dessin), avec Sylvain Runberg (scénario), Dupuis, coll. « Expresso » :

1. Le 4e Passager, 2005  (ISBN 2-8001-3750-9).
2. Gueule de bois, 2006  (ISBN 2-8001-3807-6).
3. Retour sur investissement, 2007  (ISBN 978-2-8001-3978-4).

- Love Song, Le Lombard, coll. « Polyptyque » :

1. Manu, 2006  (ISBN 2-8036-2162-2).
2. Sam, 2007  (ISBN 978-2-8036-2270-2).
3. Boulette, 2008  (ISBN 978-2-8036-2401-0).
4. Greg, 2011  (ISBN 978-2-8036-2529-1).
  - Love Song (intégrale), 2013  (ISBN 978-2-8036-3281-7).

- Les Grandes Affaires criminelles et mystérieuses t. 3 : L'Affaire des sœurs Papin (dessin), avec Julien Moca (scénario), De Borée, 2010  (ISBN 978-2-8129-0142-3).
- The Long and Winding Road (scénario), avec Rubén Pellejero (dessin), Kennes, 2016  (ISBN 978-2-87580-316-0).
- OM, un club, une légende : L'Histoire illustrée de l'Olympique de Marseille (dessin), avec Jean-François Pérès (scénario), Hugo & Cie, 2018  (ISBN 978-2-7556-4017-5).
- Forever Woodstock (dessin), avec Nicolas Finet (scénario), Hachette, coll. « Robinson », 2019  (ISBN 978-2-01-707640-7).
- Love me, Please : Une histoire de Janis Joplin (dessin), avec Nicolas Finet (scénario), Marabout, coll. « MARAbulles », 2020  (ISBN 978-2-501-14673-9).